# Чебачий (Новосибирская область)
Чебачий — железнодорожная станция (тип населённого пункта) в Карасукском районе Новосибирской области. Входит в Благодатский сельсовет. 

## Топоним
До 2017 года официальное название — Обгонный Пункт Чебачий, позже изменено, как и у другого НП Районная, областным законом, исключены слова «Обгонный Пункт».

## География
Находится возле озера Чебачонок.
Улиц две: Новая и Станционная.
Площадь населённого пункта — 2 гектара.

## Население
| 2002 | 2007 | 2010 |
| ---- | ---- | ---- |
| 46   | ↗47  | ↘24  |

## Инфраструктура
В населённом пункте по данным на 2007 год отсутствует социальная инфраструктура.

## Транспорт
Железнодорожная станция Чебачий.